# Phil Tippett
Pour les articles homonymes, voir Tippett.
Phil Tippett, né le 27 septembre 1951 à Berkeley (Californie), est un réalisateur, directeur d'effets visuels et producteur américain.
Spécialiste de l'animation en volume (ou stop-motion), il est principalement connu pour son travail sur des films de science-fiction tels que Star Wars, Jurassic Park, RoboCop ou encore Starship Troopers.

## Biographie

### Enfance et jeunesse
Phil Tippett est né à Berkeley, en Californie. C'est en voyant le film Le Septième Voyage de Sinbad, à l'âge de sept ans, que naît sa passion pour l'animation. Il commence alors à créer des animations à l'aide de figurines qu'il fabrique lui-même.
Tippett étudie ensuite les beaux-arts à l'UC Irvine, dont il sort diplômé en 1974.

### Carrière

#### Débuts
Dès 1974, Phil Tippett trouve un premier emploi chez Cascade Pictures à Los Angeles, en tant que modéliste et sculpteur-animateur.
En 1977, il est approché par George Lucas, le réalisateur de La Guerre des étoiles, afin d'animer les créatures de l'holoéchecs du Faucon Millenium. Phil Tippett et Rick Baker en créent une dizaine et les filment en moins de deux semaines. George Lucas choisit l'une de ces séquences et l'intègre au film.
En 1978, Phil Tippett est à la tête du département d'animation de la société ILM (société d'effets spéciaux créée en 1975 par George Lucas). Avec ses collègues Dennis Muren et Jon Berg, il invente de nombreuses créatures pour les suites de La Guerre des étoiles, dont les TB-TT et les tauntauns de L'Empire contre-attaque. Pour les animer, l'équipe de Tippett développe la technique du go-motion, une variante du stop-motion. Cette technique recourt au flou de mouvement afin de rendre leurs gestes moins saccadés, plus fluides et réalistes.
Il a également créé l'apparence de Jabba le Hutt pour Le Retour du Jedi.

#### Création de Tippett Studio
En 1984, il fonde Tippett Studio, sa propre société d'effets spéciaux. L'année suivante, il réalise un premier court métrage : Prehistoric Beast. Certaines séquences sont ensuite réutilisées dans le documentaire Dinosaur!.
L'expertise développée dans l'animation des dinosaures lui permet d'être embauché par Steven Spielberg pour Jurassic Park. Celui-ci opte finalement pour l'animation en images de synthèse, après une projection test réalisée par les équipes d'ILM,. Cet évènement est un véritable choc pour Tippett. Il craint que la possibilité de réaliser des animations photoréalistes par ordinateur marque l'obsolescence de l'animation en volume. Il reste néanmoins impliqué dans le projet en tant que superviseur des effets visuels.
Tippett Studio opère également une transition vers les effets spéciaux numériques au début des années 1990.
Le studio réalise des effets visuels pour des films tels que RoboCop, Willow, Starship Troopers, Cœur de dragon, Armaggedon, et plus récemment la saga Twilight,.
En 2015, Tippett Studio recrée la séquence de l'échiquier holographique pour Star Wars, épisode VII : Le Réveil de la Force, utilisant la même technique qu'en 1977.

#### Mad God
En 2021, Phil Tippett parachève son premier long métrage indépendant Mad God (après avoir réalisé Starship Troopers 2 en 2004). Ce projet avait débuté plus de 30 ans auparavant, lors de la création de son entreprise dans les années 1980. Une campagne de financement participatif, lancée en 2010, lui a permis de récolter une somme de 124 156 $ afin de terminer son film.
En France, le film est présenté le 15 septembre 2021 à L'Étrange Festival. En novembre 2022, Carlotta Films annonce la diffusion en salles de Mad God, dont la date de sortie est prévue pour le 26 avril 2023.

## Filmographie
Sauf indication contraire, les informations mentionnées dans cette section peuvent être confirmées par les bases de données cinématographiques IMDb et Allociné,  présentes dans la section « Liens externes ».

### Superviseur des effets visuels
- 1977 : Star Wars, épisode IV : Un nouvel espoir de George Lucas
- 1977 : The Crater Lake Monster (en) de William R. Stromberg
- 1978 : Piranhas de Joe Dante
- 1980 : Star Wars, épisode V : L'Empire contre-attaque d'Irvin Kershner
- 1981 : Le Dragon du lac de feu de Matthew Robbins
- 1984 : Indiana Jones et le temple maudit de Steven Spielberg
- 1986 : Golden Child - L'enfant sacré du Tibet de Michael Ritchie
- 1986 : Howard... une nouvelle race de héros de Willard Huyck
- 1987 : RoboCop de Paul Verhoeven
- 1987 : House 2 d'Ethan Wiley
- 1988 : Willow de Ron Howard
- 1990 : RoboCop 2 d'Irvin Kershner
- 1993 : RoboCop 3 de Fred Dekker
- 1993 : Jurassic Park de Steven Spielberg
- 1995 : Trois vœux de Martha Coolidge
- 1996 : Cœur de dragon de Rob Cohen
- 1996 : Tremors 2 : Les Dents de la Terre de S. S. Wilson
- 1997 : Starship Troopers de Paul Verhoeven
- 1999 : Hantise de Jan de Bont
- 1999 : Mon Martien bien-aimé de Donald Petrie
- 2001 : Évolution d'Ivan Reitman
- 2008 : Les Chroniques de Spiderwick de Mark Waters
- 2009 : Twilight, chapitre 2 : Tentation de Chris Weitz
- 2010 : Twilight, chapitre 3 : Hésitation de David Slade
- 2011 : Twilight, Chapitre IV : Révélation - 1re Partie de Bill Condon
- 2012 : Twilight, Chapitre V : Révélation - 2e Partie de Bill Condon
- 2015 : Jurassic World de Colin Trevorrow

### Réalisateur
- 1985 : Prehistoric Beast (court métrage)
- 2004 : Starship Troopers 2 : Héros de la fédération
- 2021 : Mad God (également scénariste, directeur de la photo et décorateur)

## Distinctions
Sauf indication contraire, les informations mentionnées dans cette section peuvent être confirmées par les bases de données cinématographiques IMDb et Allociné,  présentes dans la section « Liens externes ».

### Récompenses
- Oscars 1984 : Oscar pour une contribution spéciale pour les effets visuels de Star Wars, épisode VI : Le Retour du Jedi
- Primetime Emmy Awards 1986 : meilleurs effets visuels pour Dinosaur!
- Saturn Awards 1988 : meilleurs effets visuels pour RoboCop
- British Academy Film Awards 1993 : meilleurs effets visuels pour Jurassic Park
- Oscars 1994 : meilleurs effets visuels pour Jurassic Park
- Festival FanTasia 2021 : Lifetime Achievement Award[7]

### Nominations
- Oscars 1982 : meilleurs effets visuels pour Le Dragon du lac de feu[8]
- British Academy Film Awards 1984 : meilleurs maquillages pour Star Wars, épisode VI : Le Retour du Jedi
- Oscars 1989 : meilleurs effets visuels pour Willow
- British Academy Film Awards 1989 : meilleurs effets visuels pour RoboCop
- Oscars 1998 : meilleurs effets visuels pour Starship Troopers